# Alerus Center
Alerus Center est un édifice faisant office de salle omnisports, salle de spectacles et de palais des congrès situé à Grand Forks, ville américaine du Dakota du Nord.
Il est inauguré le 10 février 2001 et est géré par la ville de Grand Forks. Il accueille à la fois des matchs de football américain et des spectacles. Sa capacité est de 21 000 places pour les matchs de football.
Il est le domicile de l'équipe de football américain de l'université du Dakota du Nord.